# Guy Simonds
Guy Granville Simonds, CC, CB, CBE, DSO, CD (Bury St Edmunds, 23 de Abril de 1903 – Toronto, 15 de Maio de 1974) foi um oficial sênior do Exército canadense que serviu com distinção durante a Segunda Guerra Mundial, onde comandou a 1ª Divisão de Infantaria Canadense na Sicília e na Itália em 1943, e mais tarde II Corpo Canadense durante a Batalha da Normandia e durante toda a campanha na Europa Ocidental de 1944 até a vitória no Dia da Europa em 1945. Em 1951, com apenas 48 anos, foi nomeado Chefe do Estado-Maior General (CGS), chefe do Exército Canadense, cargo que ocupou por quatro anos.